# Odaraia
Odaraia fue un género de artrópodos bivalvos del Cámbrico medio del esquisto de Burgess, en Columbia Británica, Canadá. Se conoce tan solo una especie, Odaraia alata, de la que se han encontrado 217 fósiles en dicha formación, representando el 0,41% de la fauna conocida.
El nombre genérico Odaria viene de la Montaña Odaray, que alberga parte de la formación. El nombre específico alata viene del latín, y significa "alada", en referencia a la forma de su caparazón. 

## Descripción

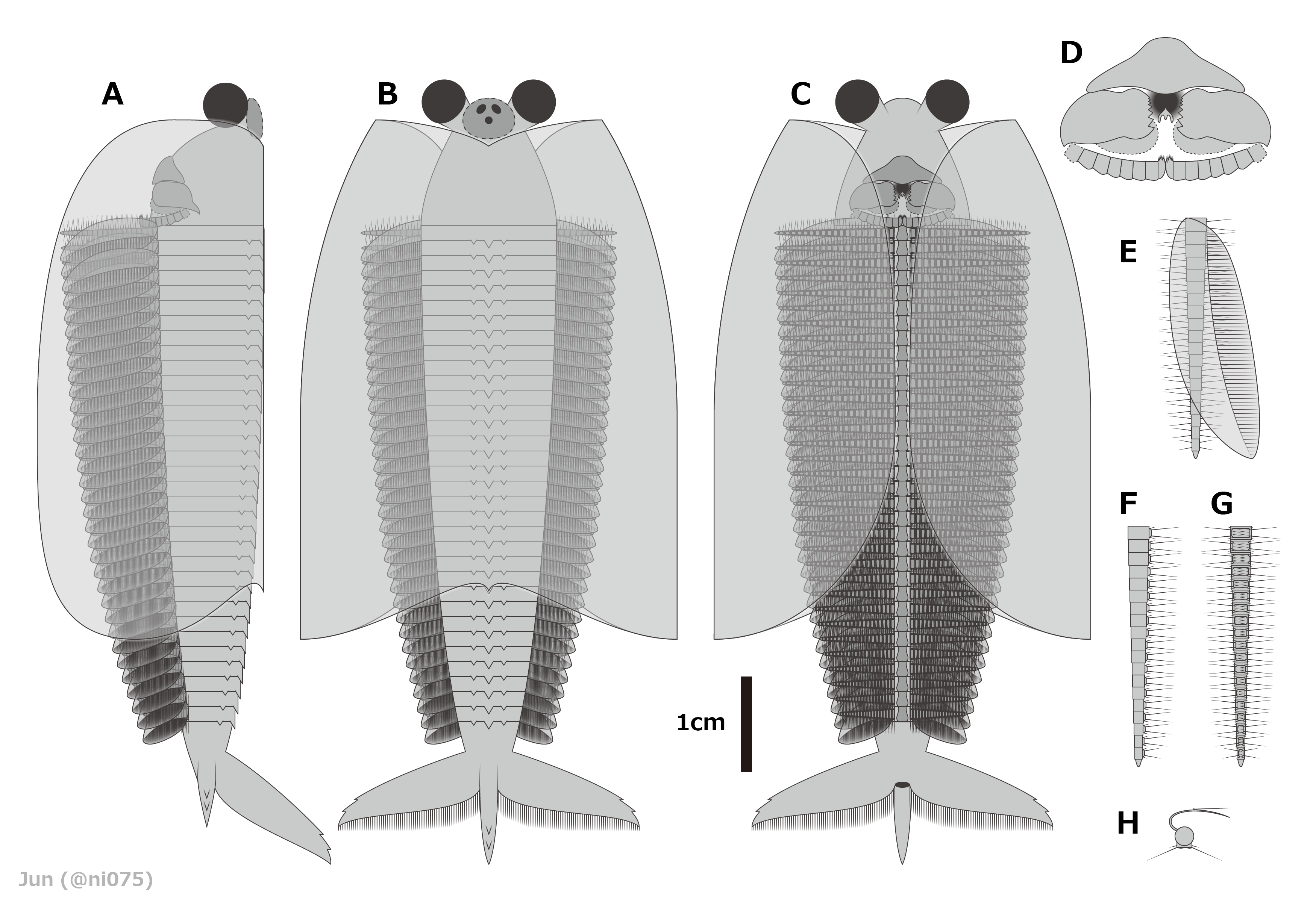
Reconstrucción esquemática de Odaraia

Odaraia alata fue un animal mediano para la época, con algunos fósiles midiendo hasta 15 cm de longitud. Poseía un par de ojos grandes en la parte frontal de su cuerpo, tal vez acompañados de un segundo par de ojos más pequeños. Tenía un cuerpo tubular con al menos 45 segmentos, cada uno acompañado por un par de patas birrámeas, terminando en una cola parecida a la de un avión, con dos aletas horizontales y una vertical, que utilizaba para estabilizarse mientras nadaba sobre su espalda. La gran mayoría de su cuerpo estaba cubierto por un caparazón bivalvo típico de los himenocarinos, en su caso prácticamente rodeando su cuerpo entero, privando sus patas de utilidad a la hora de caminar; por lo que se cree que la utilidad del caparazón servía para alimentación suspensoria de filtración.